# Tambaga (département)
Pour les articles homonymes, voir Tambaga.

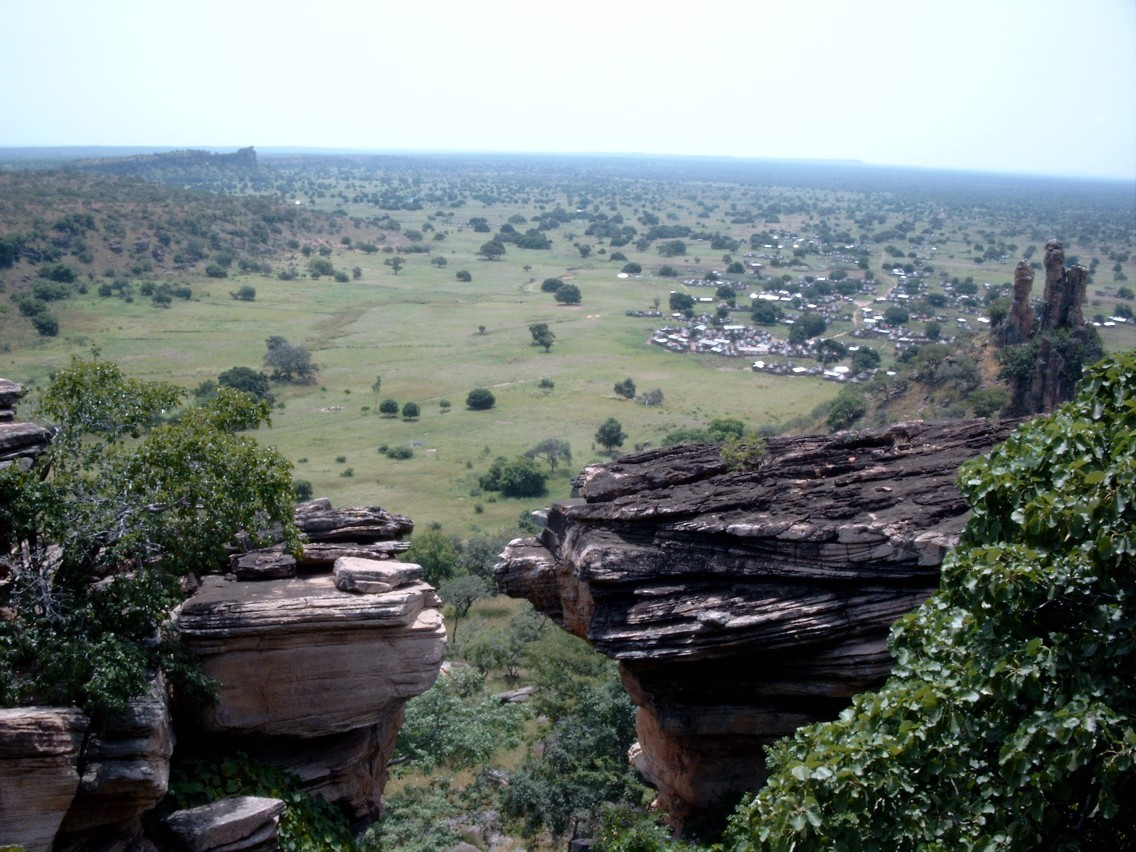
Panorama près de la ville de Tambaga

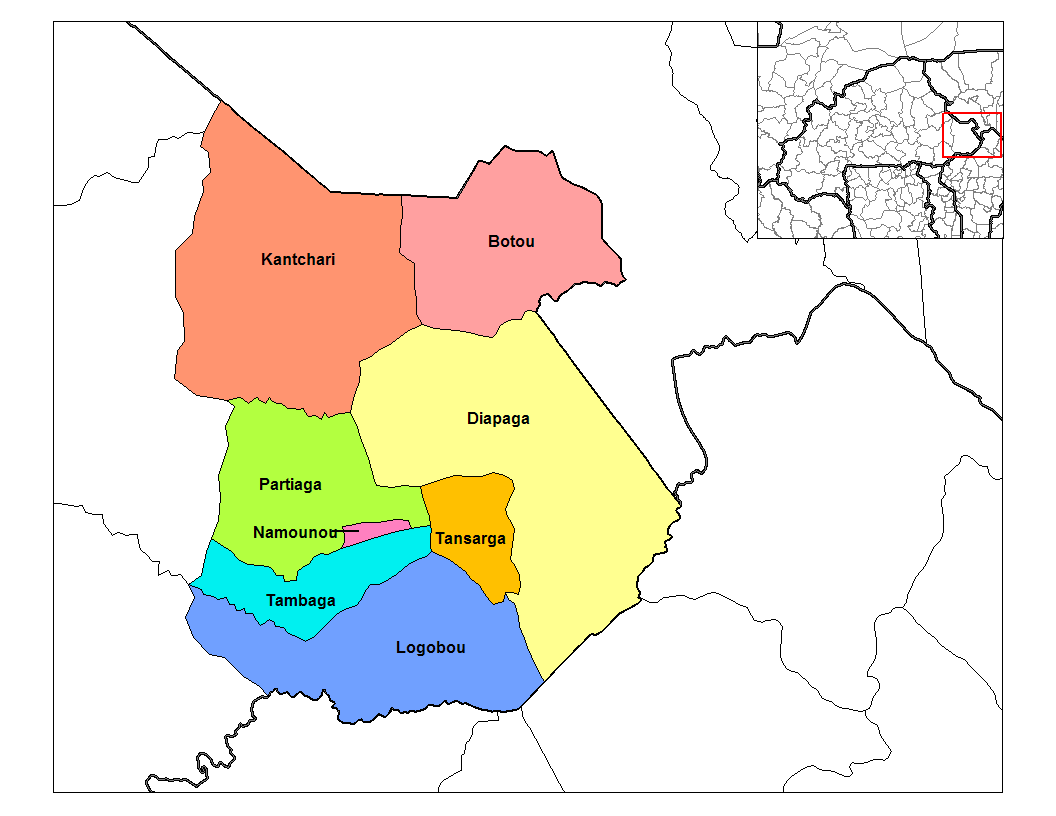
Localisation de la province de Tapoa.

Tambaga est un département du Burkina Faso située dans la province de la Tapoa et dans la région de l'Est.
En 2006, le dernier recensement comptabilise 41 137 habitants :

## Villes
Le département se compose d'un chef-lieu :
- Tambaga

et de 31 villages :
| - Agbana - Baaka - Bayentori - Boalbigou - Boupiena - Diadori - Diandiandi - Diegbala | - Djimagli - Fanfangou - Gnouambouli - Kogoli - Konli I - Konli II - Kpadanfoani - Momba-Peulh | - Naboué - Nambari - Palboa - Pentinga-Gourmantché - Pentinga-Peulh - Piéni - Popéri - Saborga-Kori | - Saborga-Péra - Sansanga - Thioula - Tiakoagli - Tindangou - Yirini - Yobri |